# Moonshot
Moonshot är en amerikansk science fiction-film/romantisk komedi från 2022 i regi av Chris Winterbauer, med Cole Sprouse och Lana Condor i huvudrollerna. Filmen hade premiär i USA på streamingtjänsten HBO Max den 31 mars 2022. Förutom Sprouses och Condors medverkan i filmen, medverkar även andra skådespelare, som till exempel Mason Gooding, Emily Rudd, och Zach Braff.
I Sverige finns filmen tyvärr inte tillgänglig på HBO Max. Man kan istället endast se den som köpfilm, bland annat på YouTube och Amazon Prime Video.

## Handling
Filmens handling kretsar kring baristan Walt och collegestudenten Sophie, som tillsammans smyger ombord på en stor rymdfarkost till planeten Mars, detta för att återförenas med sina nära och kära.

## Rollista
- Cole Sprouse – Walt
- Lana Condor – Sophie Tsukino
- Emily Rudd – Ginny
- Christine Adams – Jan
- Michelle Buteau – kapten Tarter
- Zach Braff – Leon Kovi
- Cameron Esposito – Tabby
- Davey Johnson – Earl
- Lukas Gage – Dalton